# Cladova, Timiș
Cladova este un sat în comuna Bethausen din județul Timiș, Banat, România. În trecut a aparținut de cetatea Șoimoș.
In 1453 denumirea satului era numita Claadwa. In 1597 Cladowa, precedat de Cladna in anul 1612, apoi in 1617 Cladona, in 1620 Cladeva, 1689 Cladova sau Kladova
Klada (bustean, trunchi) probabil transferul de nume s-a produs de la apa fiind vorba de un parau mai repede care antrena intrecere bustenii cazuti spre localitate.

## Legături externe

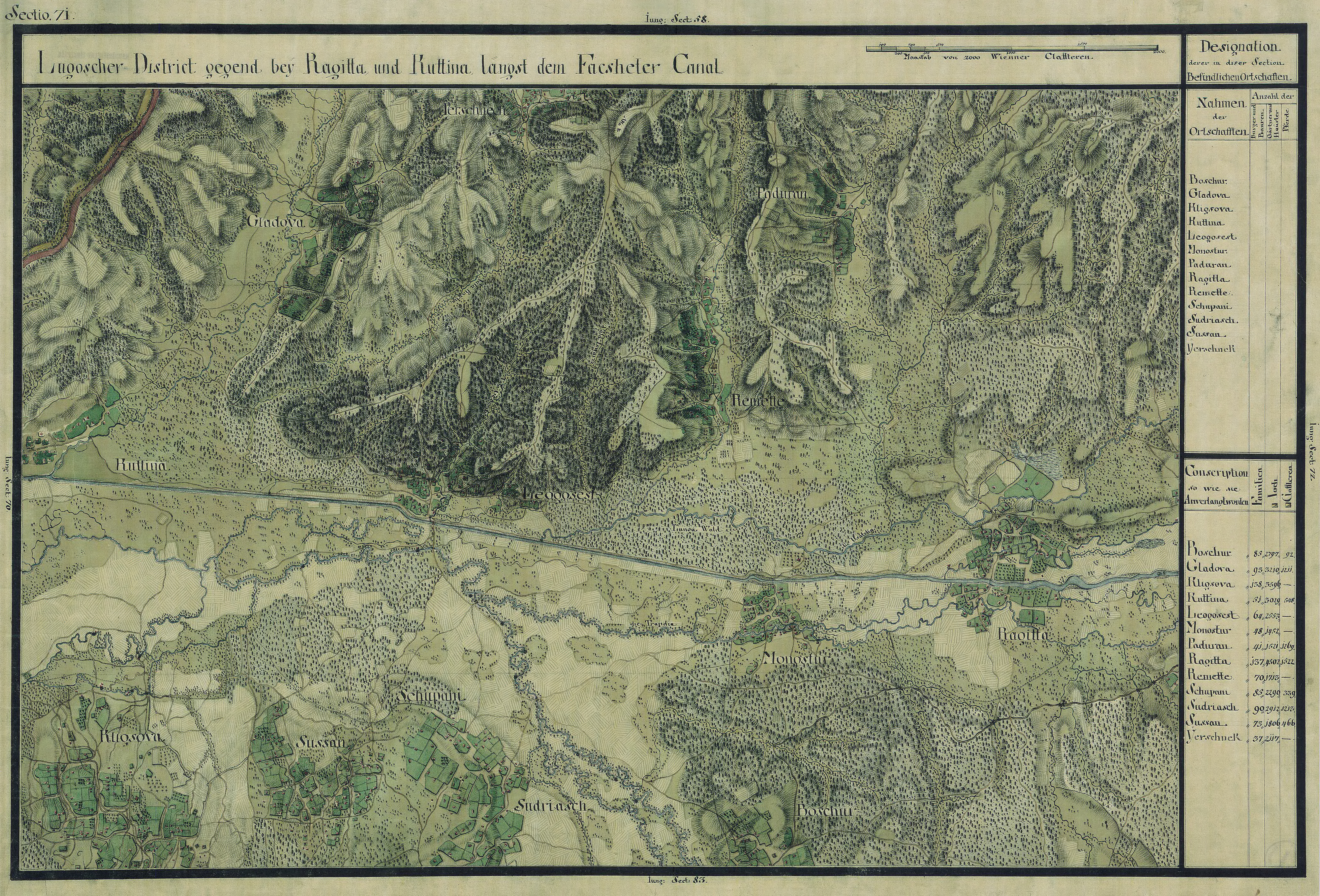
Cladova în Harta Iosefină a Banatului, 1769-72